# Потому что мы (всё ещё) вместе
«Потому что мы (всё ещё) вместе» (тай. เพราะเรา(ยัง)คู่กัน, RTGS. Phro Rao (Yang) Khu Kan) также известный как «Still 2gether» — тайский телесериал 2020 года, снятый по новелле «Потому что мы… вместе» писателя JittiRain и являющийся прямым продолжением лакорна «Потому что мы вместе». В главных ролях Метавин Опатйемкатчон (Вин) и Вачиравит Чиваари (Брайт).

## Синопсис
По мере того как Тайн (Метавин Опатйемкатчон) и Сарават (Вачиравит Чиваари) вступают во второй год своих отношений, полных любви и тепла друг к другу, они также начинают брать на себя большие обязанностей в университете. Клуб чирлидеров возглавляет Тайн, а новым президентом музыкального клуба становится Сарават. Поскольку оба клуба перемещаются в соседние комнаты, это заставляет их соревноваться друг с другом во время занятий. Растущая ссора между этими клубами, в которую уже вовлечены их друзья, поставит под вопрос отношения Тайна и Саравата.

## В ролях

### В главных ролях
- Метавин Опатйемкатчон (Вин) — Тайн Типакорн

Студент юридического факультета, президент группы поддержки (чирлидинг) факультета, бывший секретарь президента Музыкального клуба и парень Саравата.
- Вачиравит Чиваари (Брайт) — Сарават Гунтитанон

Студент факультета политологии, президент Музыкального клуба и лидер группы Ctrl+S, а также является парнем Тайна.

### Второстепенные роли

#### Музыкальный клуб
- Сивакон Летчучот (Гай) в роли Дима

Бывший глава музыкального клуба и парень Грина. Он заканчивает учёбу и просит Саравата заменить его на посту нового главы музыкального клуба. Тем не менее, он продолжает по возможности помогать клубу.
- Рачанан Махаван (Фим) в роли Эрн

Член музыкального клуба и группы «Ctrl+S».
- Сатабут Лэдики (Дрэйк) в роли Мила

Студент архитектурного факультета и парень Фуконга. Участник футбольной команды архитектурного факультета и солист группы. Он заменяет соло-гитариста «Ctrl + S», когда в музыкальном клубе случается непредвиденная ситуация.

#### Группа поддержки
- Коравит Бунси (Ган) в роли Грина

Студент колледжа факультета гуманитарных и социальных наук, член музыкального клуба, новый член клуба поддержки и парень Дима.
- Тханатсаран Самтхонлай (Фрэнк) в роли Фуконга

Младший брат Саравата, парень Мила и новый член группы поддержки.
- Паттранит Лимпатиякон (Лав) в роли Пир

Член группы поддержки и любовный интерес Босса.

#### Люди, близкие Тайну
- Чиракит Куариякул (Топтап) как Тайп

Старший брат Тайна и парень Мэна.
- Танават Раттанакитпайтан (Кхаотан) в роли Фонга

Один из лучших друзей Тайна, который даёт ему советы.
- Чаякон Тжутамат (Джейджей) в роли Ома

Один из лучших друзей Тайна, который также даёт ему советы.

#### Люди, близкие к Саравату
- Чхонаган Апонсутинан (Гансмайл) в роли Босса

Один из лучших друзей Саравата, влюблённый в Пир. Футболист факультета политологии.
- Чиннарат Сирипхончхавалит (Майк) в роли Мэна

Один из лучших друзей Саравата и парень Тайпа. Футболист факультета политологии.